# Benjamin Waterhouse Hawkins

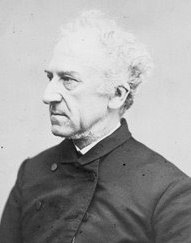
Retrato de Benjamin.

Benjamin Waterhouse Hawkins (8 de fevereiro de 1807 - 27 de janeiro de 1894) foi um escultor inglês e conhecedor de histórias naturais, famoso por seu trabalho em modelos em tamanho real de dinossauros no Crystal Palace, no sul de Londres. Os modelos, feitos com precisão usando os mais recentes conhecimentos científicos da época, causaram sensação. Hawkins também foi um notável palestrante em tópicos zoológicos.

## Educação e início de carreira
Hawkins nasceu em Bloomsbury, Londres, em 8 de fevereiro de 1807, filho de Thomas Hawkins, um artista, e de Louisa Anne Waterhouse, filha de uma família de aparentes simpatias católicas. Ele estudou no St. Aloysius College e aprendeu escultura com William Behnes. Aos 20 anos começou a estudar história natural e posteriormente geologia. Ele contribuiu com ilustrações para A Zoologia da Viagem de HMS Beagle. Durante a década de 1840, ele produziu estudos de animais vivos em Knowsley Park, perto de Liverpool, para Edward Stanley, 13º conde de Derby. O parque era um dos maiores zoológicos privados da Inglaterra vitoriana e o trabalho de Hawkins foi publicado posteriormente com o texto de John Edward Gray como "Gleanings from the Menagerie at Knowsley". No mesmo período, Hawkins exibiu quatro esculturas na Royal Academy entre 1847 e 1849, e foi eleito membro da Society of Arts em 1846 e membro da Linnean Society em 1847. A bolsa da Geological Society of London foi em 1854.

## Grande exposição
Enquanto isso, possivelmente devido às conexões de Derby, Hawkins foi nomeado superintendente assistente da Grande Exposição de 1851 em Londres. No ano seguinte, ele foi nomeado pela empresa Crystal Palace para criar 33 modelos de concreto em tamanho real de dinossauros extintos a serem colocados no parque do sul de Londres, para onde o grande salão de exposições de vidro seria realocado. Nesse trabalho, que durou cerca de três anos, ele colaborou com Sir Richard Owen e outras figuras científicas importantes da época: Owen estimou o tamanho e a forma geral dos animais, deixando Hawkins esculpindo os modelos de acordo com as instruções de Owen.
Um jantar foi realizado dentro do molde usado para fazer o iguanodonte. O jantar, oferecido por Owen em 31 de dezembro de 1853, atraiu a atenção da imprensa. A maioria das esculturas ainda está em exibição no Crystal Palace Park.

## Estados Unidos da América

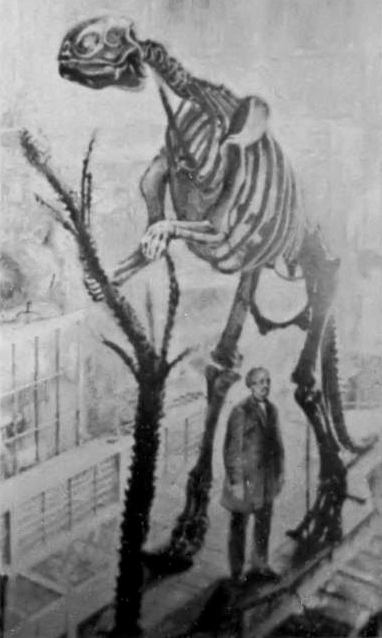
O hadrossauro montado de Benjamin Waterhouse Hawkins na Filadélfia em 1868, tornando-o o primeiro esqueleto de dinossauro montado no mundo.

Em 1868, ele viajou para os Estados Unidos para fazer uma série de palestras. Trabalhando com o cientista Joseph Leidy, Hawkins projetado e lançou um quase completo esqueleto de Hadrosaurus foulkii que foi então exibidos na Academia de Ciências Naturais na Filadélfia. Apoiado em uma estrutura de ferro em uma pose realista, este foi o primeiro esqueleto de dinossauro montado do mundo.
Hawkins mais tarde foi contratado para produzir modelos para o museu Central Park da cidade de Nova York, semelhantes aos que ele havia criado em Sydenham. Ele estabeleceu um estúdio no local original do Museu Americano de História Natural em Manhattan e planejou criar um Museu Paleozóico. Durante seus dez anos na América (1868-1878), Hawkins projetou salas de exibição para o Smithsonian Institution em Washington, DC, e começou a criar um enorme museu paleontológico para a cidade de Nova York. O museu deveria estar no Central Park. Seu trabalho foi todo destruído em 1871 por "Boss" Tweed, um político corrupto, que não foi devidamente recompensado por seu patrocínio. Após a trágica perda de seu estúdio devido à destruição de todos os seus modelos de dinossauros nas mãos dos vândalos de Tweed, ele retornou à Inglaterra em 1874, mas quase imediatamente voltou, fazendo reconstruções de dinossauros na Universidade de Princeton (então chamada de College of New Jersey) em Princeton, New Jersey, (onde também criou pinturas de dinossauros). Estas pinturas permanecem na coleção do Museu de Arte da Universidade de Princeton. Hawkins também trabalhou na Exposição do Centenário de 1876 na Filadélfia. Ele voltou novamente à Grã-Bretanha em 1878.

## Família e morte
Hawkins se casou em 1826 com Mary Selina Green, e com ela teve vários filhos. Em 1835, ele conheceu e se apaixonou pela artista Frances 'Louisa' Keenan, e no ano seguinte ele deixou sua família e casou-se com ela. Ele manteve contato com Maria e seus filhos, mas morava com Louisa, tendo mais duas filhas. Em seu retorno em 1874 à Inglaterra, ele parece ter se afastado de Louisa. Ele vivia com seu filho com Mary, em meio ao que descreveu como um "clímax de problemas domésticos", que indicava que Louisa finalmente soube que seu casamento de 38 anos fora inválido, e isso pode ter levado ao seu retorno precipitado à América em 1875. Após seu segundo retorno, ele se mudou para West Brompton para ficar perto de sua primeira esposa, Mary, que estava doente. Mary morreu em 1880. Em 1883, Hawkins se casou novamente com Louisa, embora, como eles não eram coabitantes na época, isso provavelmente foi feito por razões legalistas (para legitimar seus filhos), e eles aparentemente nunca se reconciliaram antes de sua morte no ano seguinte. Hawkins morreu em 27 de janeiro de 1894.

## Legado
O romance End of an Era de 1994, de Robert J. Sawyer, menciona o famoso jantar de véspera de Ano Novo de 1853 dentro do Iguanodon, citando os nomes de Hawkins e Sir Richard Owen.

## Lista de trabalhos (em inglês)
- Comparative anatomy as applied to the purposes of the artist por Benjamin Waterhouse Hawkins e George Wallis. Publicado por Winsor & Newton, Ltd. [1883]
- Fauna boreali-americana, or, The zoology of the northern parts of British America : containing descriptions of the objects of natural history collected on the late northern land expeditions under command of Captain Sir John Franklin, R.N. por: Sir John Richardson, Charles M Curtis , Sir John Franklin, Benjamin Waterhouse Hawkins, William Kirby, Thomas Landseer, James de Carle Sowerby, William Swainson, Charles Edward Wagstaff. Publicado por John Murray (1829-1837)
- Gleanings from the menagerie and aviary at Knowsley Hall por John Edward Gray, Benjamin Waterhouse Hawkins, Edward Lear. Publicado por Knowsley [impresso para distribuição privada] (1846-50)

## Galeria

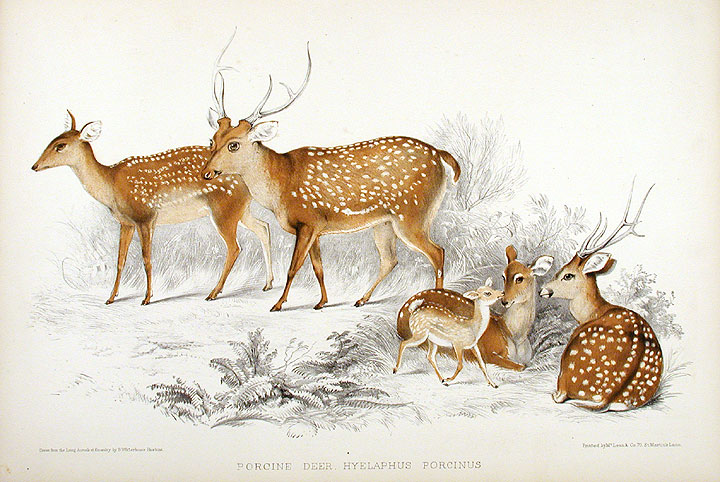
Porcine Deer (Axis porcinus) de Knowsley Park
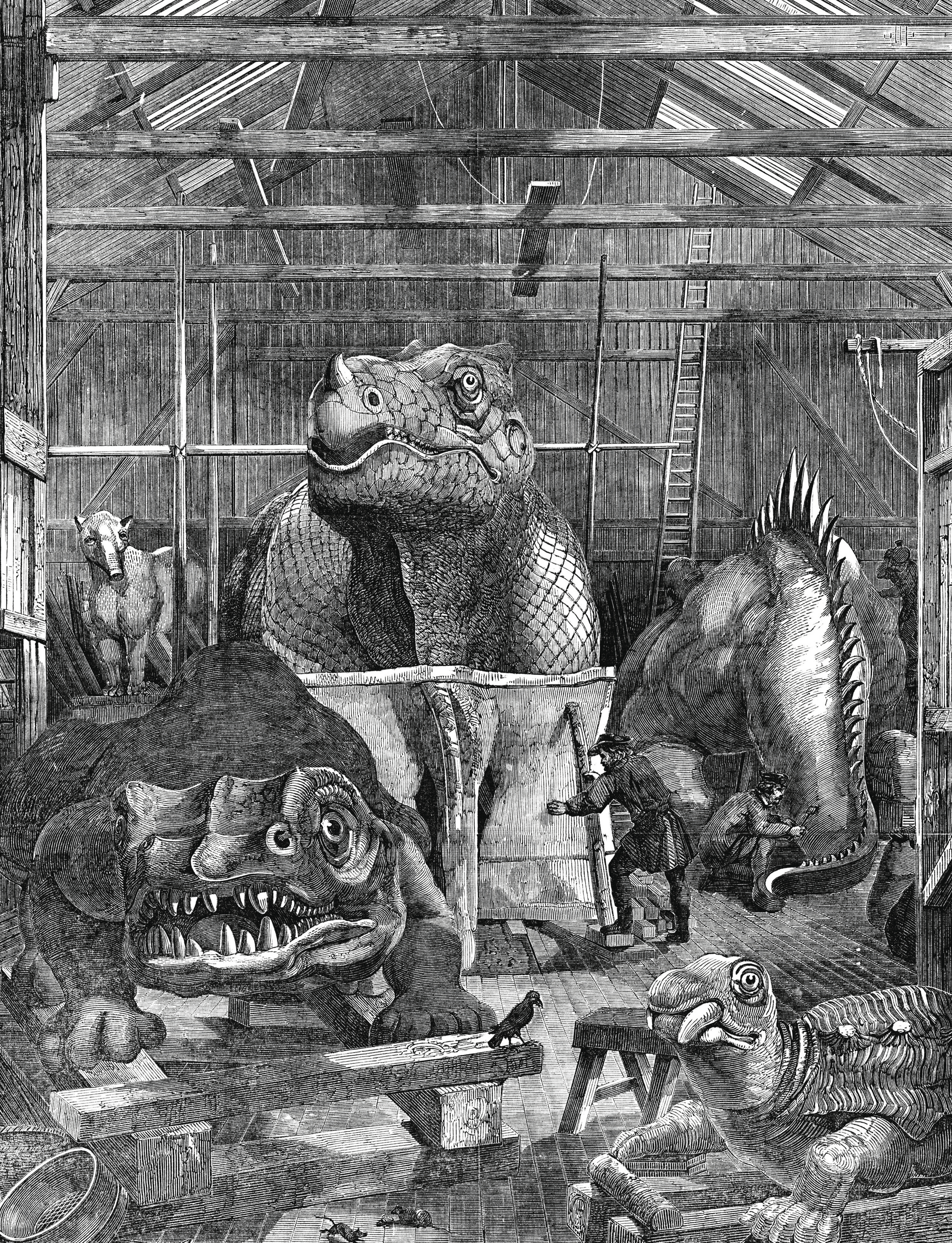
Estúdio de Benjamin Waterhouse Hawkins em Sydenham, onde fez o Crystal Palace Dinosaurs.
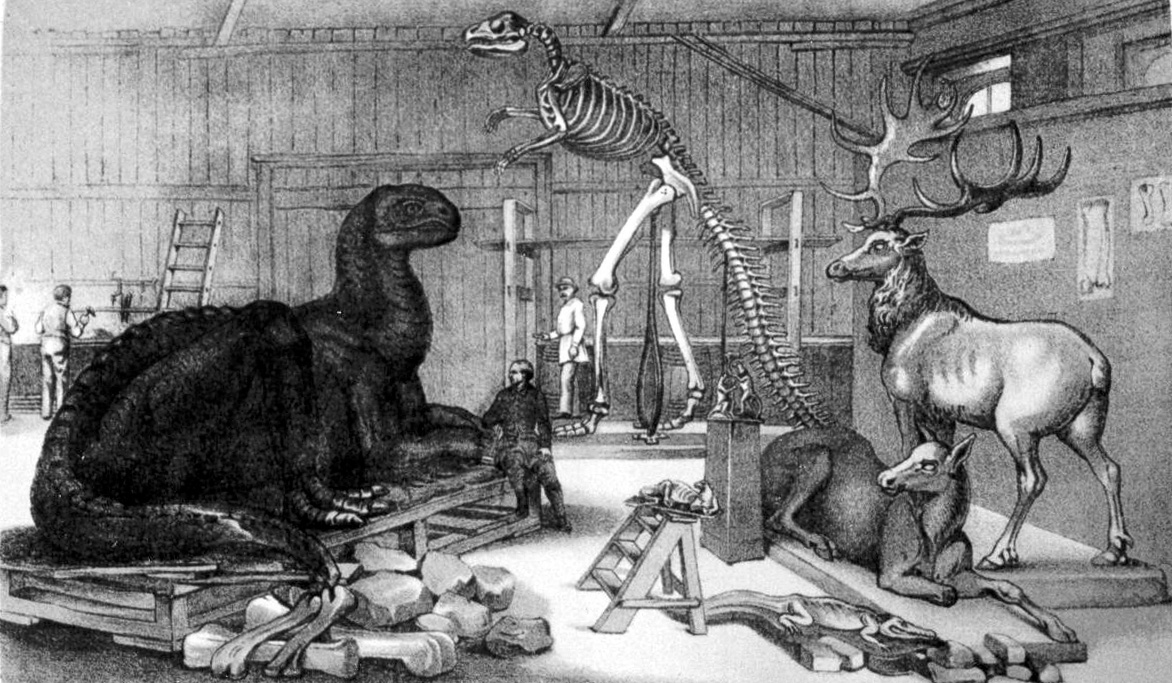
Estúdio de Benjamin Waterhouse Hawkins no Arsenal do Central Park, com modelos de animais extintos

Museu de Arte da Universidade de Princeton
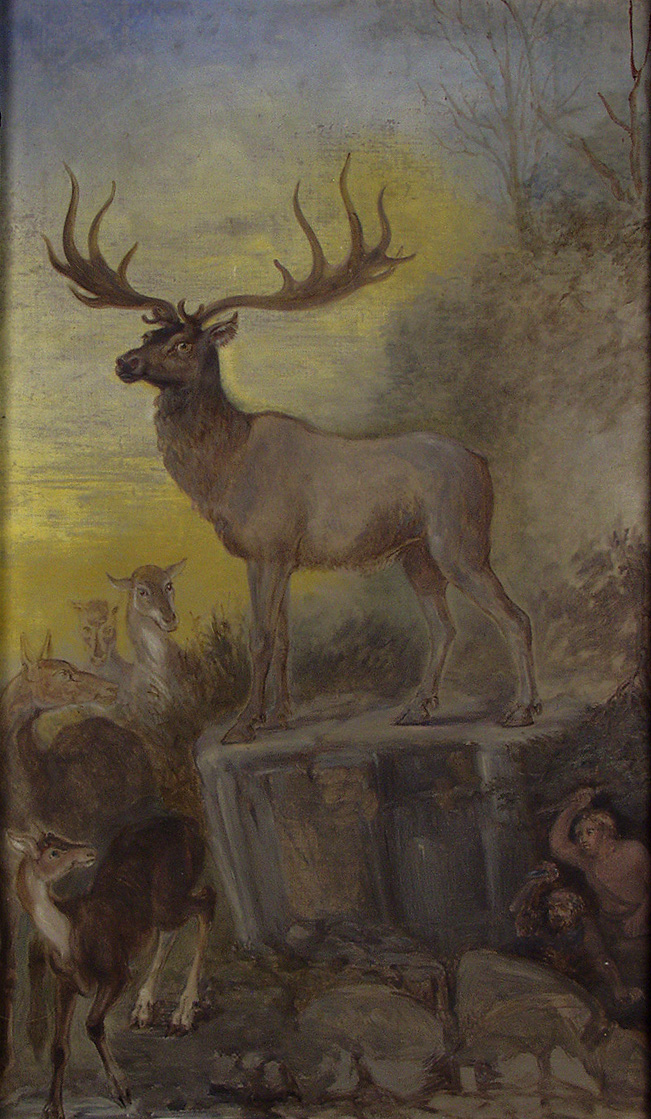
Alces irlandeses e caçador do Paleolítico, em 1894
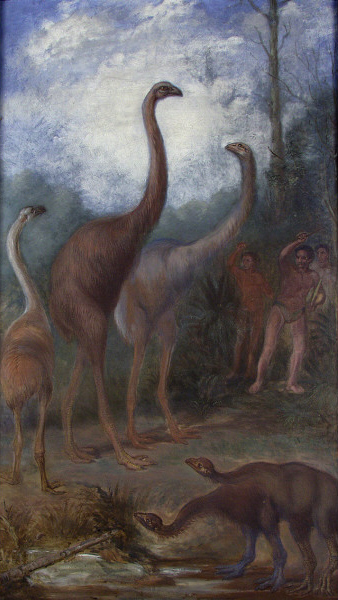
Moas da Nova Zelândia pré-histórica, em 1894
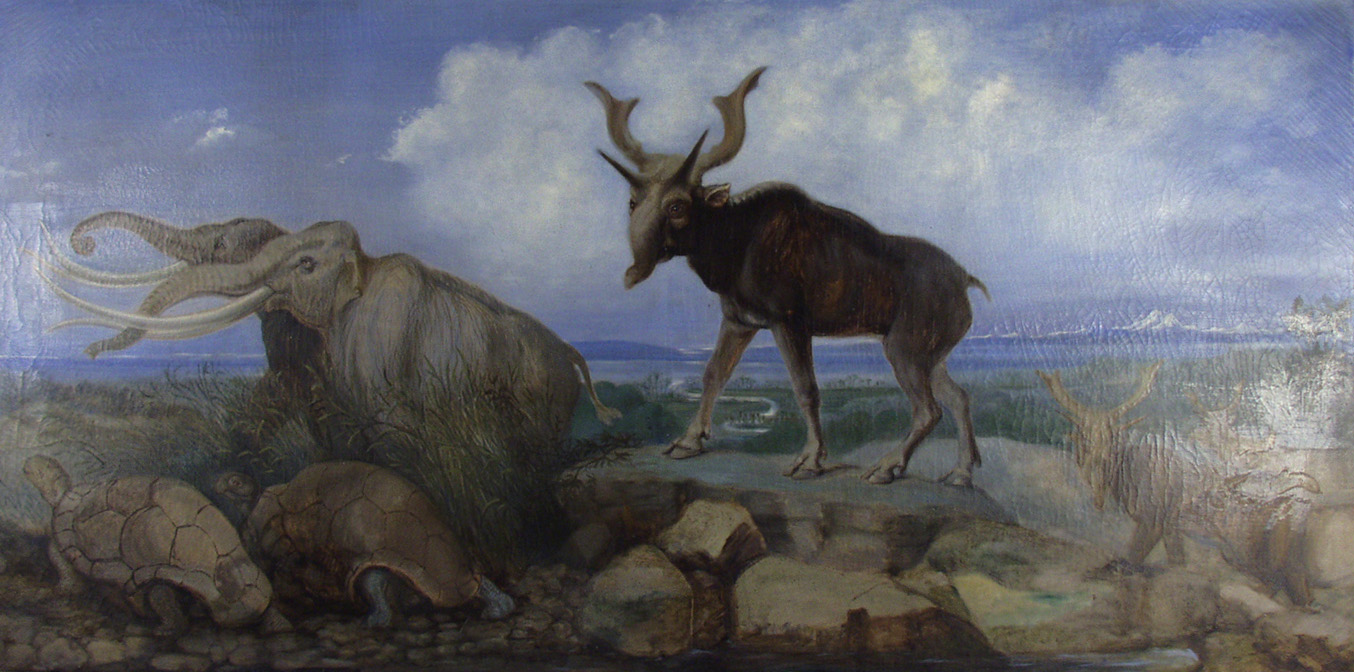
Fauna Pleistoceno da Ásia, encomendado em 1876